# نیومن (ایلینوی)
نیومن، ایلینوی (به انگلیسی: Newman, Illinois) یک شهر در ایالات متحده آمریکا با جمعیت ۸۶۵ نفر است که در ایلی‌نوی واقع شده‌است.

## موقعیت جغرافیایی
موقعیت جغرافیایی شهرها و مناطق اطراف به شرح زیر است: